# Hansfritz Werner
 Hansfritz Werner  (* 8. Oktober 1894 in Norden in Ostfriesland; † 29. Oktober 1959 in Dresden) war ein deutscher Zeichner und Bildhauer.

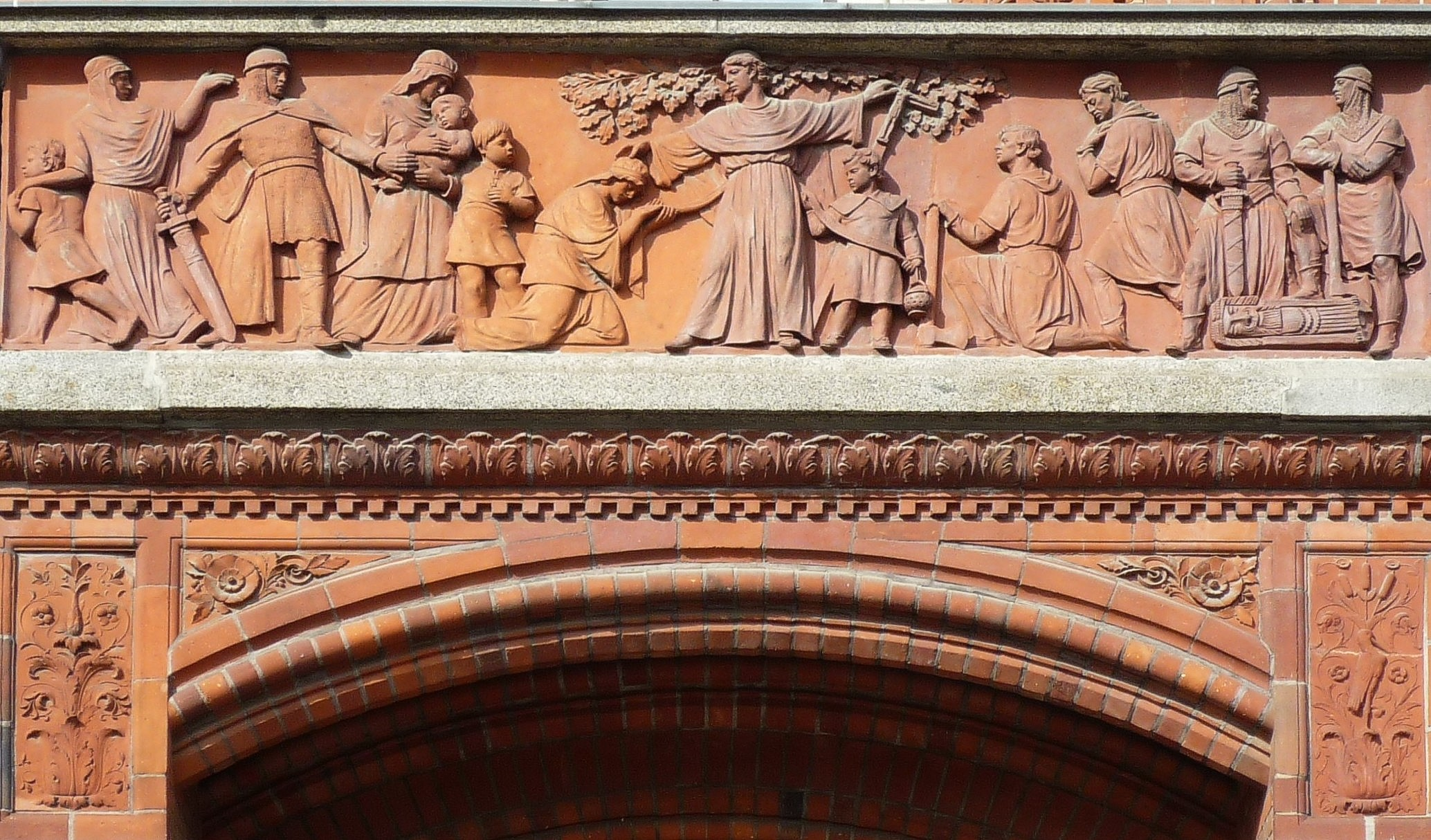
Rote Rathaus in Berlin-Mitte, Fassade Gustav-Böß-Straße. Ausschnitt aus dem Terrakotta-Relief zur Berliner Stadtgeschichte, Thema hier: Christianisierung der Slawen.

## Leben
Zunächst studierte Werner an der Dresdner Kunstgewerbeschule und später an der Dresdner Kunstakademie. Er war Meisterschüler bei Professor Georg Wrba und in dessen Meisteratelier beschäftigt. Neben seinen Plastiken fertigte er auch für die Meißner Porzellanmanufaktur Vorlagen und Modelle an.
Werner war 1933 in Bautzen an der letzten Ausstellung der Arbeitsgemeinschaft der Lausitzer Bildenden Künstler vor der Machtergreifung der Nationalsozialisten mit zwei Arbeiten vertreten.
In der Zeit des Nationalsozialismus war Werner Mitglied der Reichskammer der bildenden Künste. Für diese Zeit ist seine Teilnahme an sechs großen Ausstellungen sicher belegt, darunter 1944 die Große Deutsche Kunstausstellung in München mit einer Porträtbüste von Kurt Arnold Findeisen. Außerdem hatte er 1937 im Freiberger Kunstverein eine Einzelausstellung mit Siegfried Donndorf.
Zeichnungen Werners befinden sich im Stadtmuseum Bautzen. Werner wurde in Dresden auf dem Inneren Neustädter Friedhof beigesetzt.

## Werke (Auswahl)
- Kriegerdenkmal in Gablenz (Stollberg)
- Brunnen in Burk bei Bautzen
- Brunnen in Roßwein
- Restauration des Terrakottafrieses am Roten Rathaus Berlin, zusammen mit dem Dresdner Bildhauer Richard Schnauder (1952–1954)